# جيفري هاولت
جيفري هاولت (بالإنجليزية: Jeffrey Howlett)‏ هو مهندس معماري أسترالي، ولد في 1928، وتوفي في 20 ديسمبر 2005.